# 克勞塞鎮

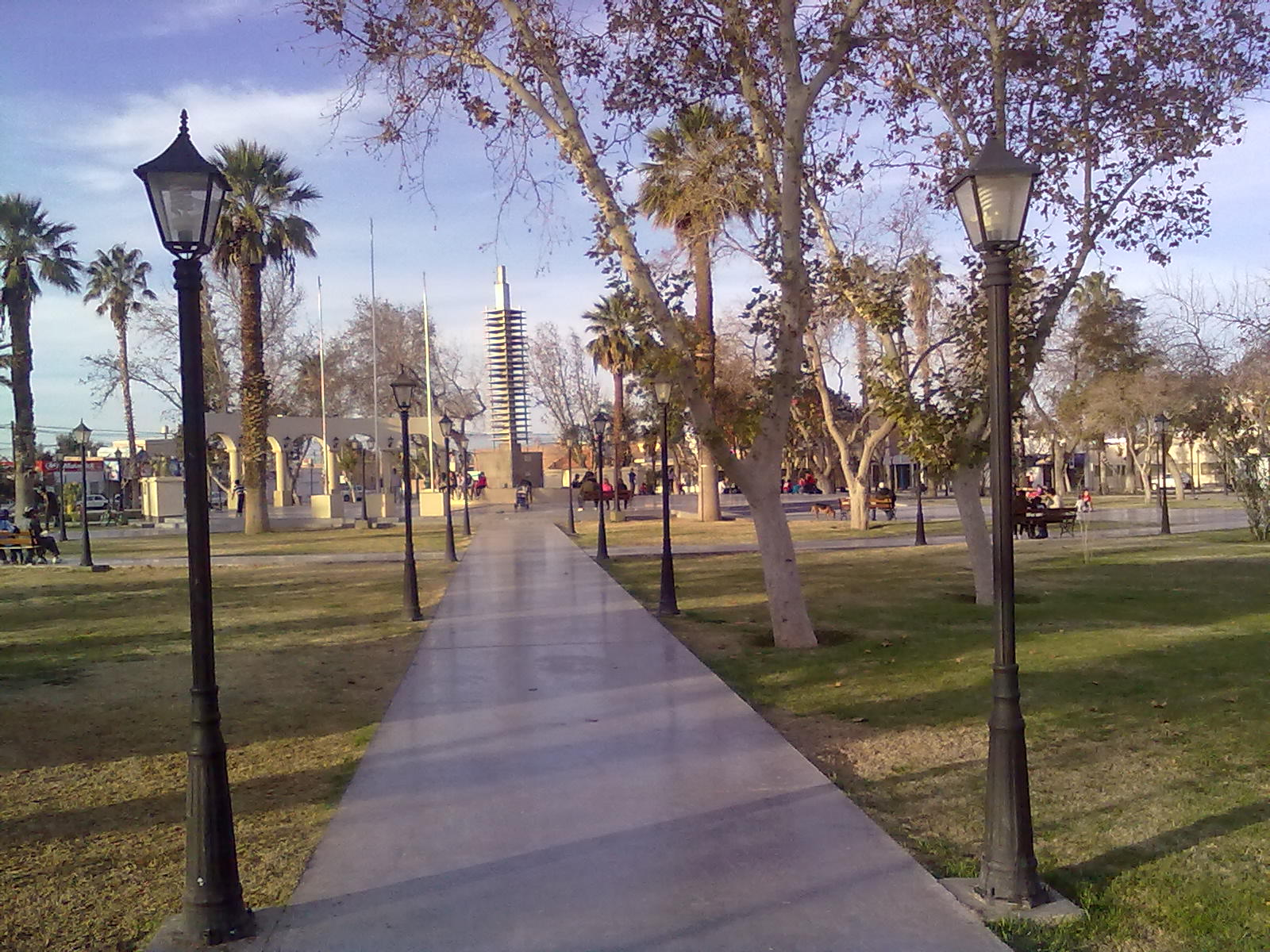
克勞塞鎮

克勞塞鎮（Villa Krause）是阿根廷的城市，位於該國西北部，距離首府聖胡安7公里，由聖胡安省負責管轄，始建於1562年6月13日，海拔高度650米，2001年人口107,740。